# Mihailo Petrović
Mihailo Petrović Alas (Kirin Serbia: Михаило Петровић Алас; ngày 6 tháng 5 năm 1868 - ngày 8 tháng 6 năm 1943), là một nhà toán học và nhà phát minh người Serbia ảnh hưởng. Ông cũng là một giáo sư nổi tiếng tại Đại học Beograd, một học giả, ngư dân, nhà văn, nhà báo, nhạc sĩ, doanh nhân, khách du lịch và tình nguyện viên trong Thế chiến thứ nhất và thứ hai. Ông là một sinh viên của Henri Poincaré, Paul Painlevé, Charles Hermite và Émile Picard. Petrović được đóng góp đáng kể vào việc nghiên cứu các phương trình vi phân và hiện tượng học, cũng như phát minh ra một trong những nguyên mẫu đầu tiên của máy tính tương tự thủy lực.

## Giải thưởng và thành viên
- Thành viên Viện hàn lâm Khoa học và Nghệ thuật Serbia
- Thành viên Viện hàn lâm Nam Tư
- Thành viên Viện hàn lâm Khoa học Cộng hòa Séc
- Thành viên viện hàn lâm, Bucharest
- Thành viên viện hàn lâm, Warsaw
- Thành viên viện hàn lâm, Krakow
- Thành viên xã hội khác nhau, Prague
- Thành viên xã hội khác nhau ở Paris
- Thành viên xã hội khác nhau ở Berlin
- Thành viên xã hội khác nhau ở Pháp
- Thành viên xã hội của nhà toán học Ý, Palermo
- Thành viên xã hội của nhà toán học Đức, Leipzig
- Thành viên Xã hội Khoa học Shevchenko, Lviv
- Thành viên đoàn thám hiểm khoa học thám hiểm Nam Cực
- Thành viên Rotary Club, Belgrade
- Huân chương Đại đế Miloš
- Huân chương St. Sava, cấp bậc 1
- Huân chương St. Sava, cấp bậc 2
- Huân chương St. Sava, cấp bậc 3
- Huân chương vương miện România, cấp bậc 3
- Brevet danh dự từ xã hội của nhà toán học Luân Đôn
- Chủ tịch danh dự của Liên minh Nam Tư của sinh viên toán học
- Bác sĩ khoa học danh dự, Đại học Beograd
- Trưởng khoa Triết học, Beograd

## Tác phẩm được chọn
- O asimptonim vrednostima integrala i deferencijalnih jednačina, Beograd, 1895.
- Elementi matematicke fenomenologije, Beograd 1911.
- Les spectres numeriques, Paris 1919.
- Mecanismes communs aux phenomenes disparates, Paris 1921,
- Notice sur les travaux scientifiques de M. Michel Petrovich, Paris, 1922
- Durees physiques independantes des dimensions spatiales, Zurich-Paris, 1924.
- Lecons sur les spectres mathematiques, Paris, 1928.
- Integrales premieres a restrictions, Paris, 1929.
- Integrales qualitative des equations differentielles, Paris, 1931.
- Fenomenološko preslikavanje, Beograd, 1933.
- Jedan diferencijalni algoritam i njegove primene, Beograd, 1936.
- Članci, Beograd, 1949.
- Metafore i alegorije, Beograd 1967.
- Računanje sa brojnim razmacima, Beograd, 1932.
- Eliptičke funkcije, Beograd, 1937.
- Integracije diferencijalnih jednačina pomoću redova, Beograd 1938.
- Kroz polarnu oblast, Beograd 1932.
- U carstvu gusara, Beograd, 1933.
- Sa okeanskim ribarima, Beograd, 1935.
- Po zabačenim ostrvima, Beograd, 1936.
- Roman jegulje, Beograd, 1940.
- Đerdapski ribolov u prošlosti i sadašnjosti, Beograd, 1941.
- Daleka kopna i mora, Beograd, 1948.
- Po gusarima i drugim ostrvima, Beograd 1952.
- S okenaskim ribarima, Subotica, 1953.
- Po gusarskim ostrvima, Beograd, 1960.
- Sa Arktika do Antarktika, Beograd, 1960.

Phiên bản của các tác phẩm hoàn chỉnh:
- Sách 1: Diferencijalne jednacine I
- Sách 2: Diferencijalne jednacine II
- Sách 3: Matematicka analiza
- Sách 4: Algebra
- Sách 5: Matematicki spektri
- Sách 6: Matematicka fenomenologija
- Sách 7: Elementi matematicke fenomenologije
- Sách 8: Intervalna matematika - diferencijalni algoritam
- Sách 9: Elipticke funkcije - integracija pomocu redova
- Sách 10: Clanci - Studije
- Sách 11: Putopisi I
- Sách 12: Putopisi II
- Sách 13: Metafore i alegorije - clanci
- Sách 14: Ribarstvo
- Sách 15: Mihailo Petrovic (pisma, bibliografija i letopis)

## Đài kỷ niệm

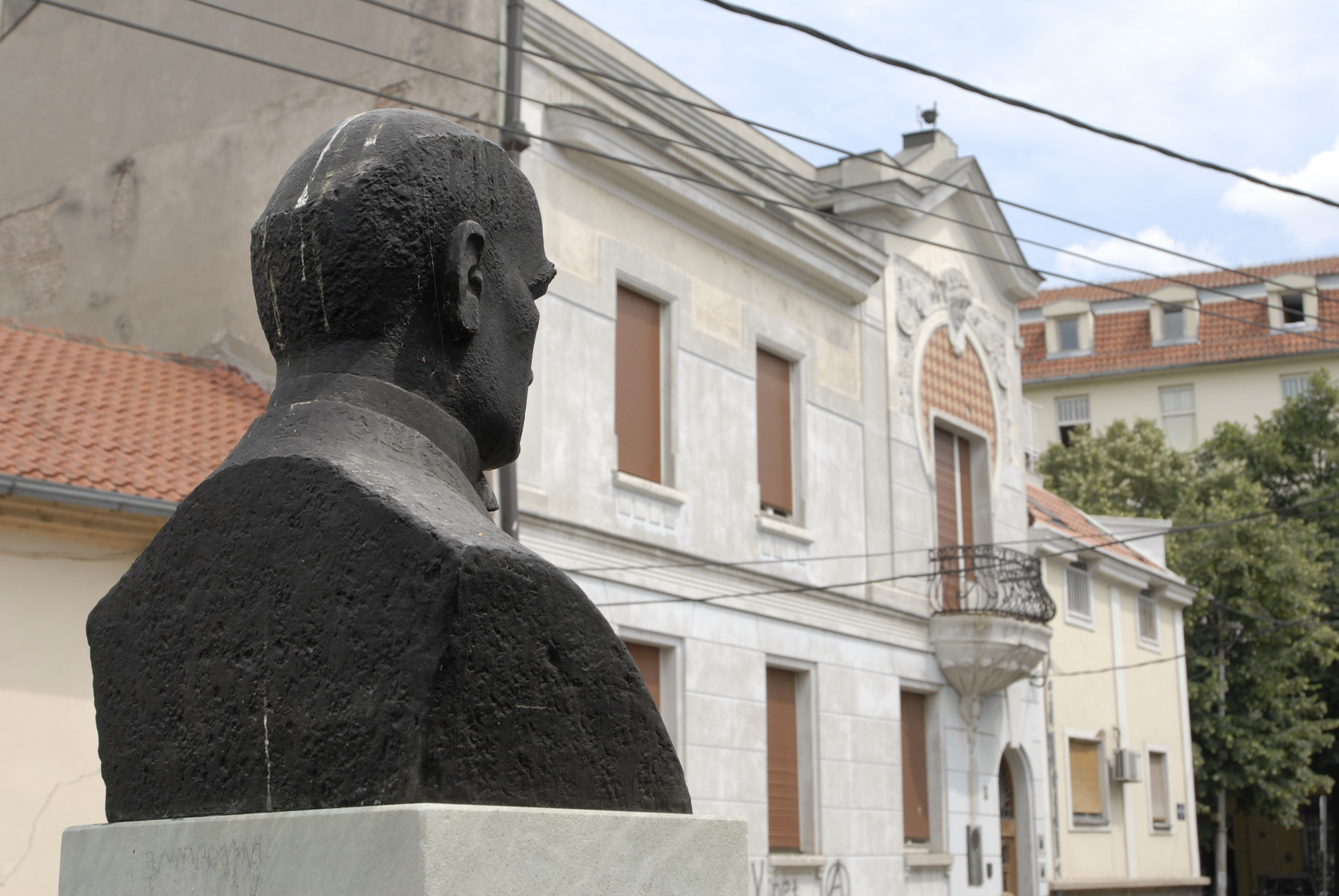
Bức tượng bán thân và nhà của Mika Alas

- Mika Alas's House, nơi ông sống, làm việc và chết, là một di tích lịch sử được chỉ định.